# 藍田循道衛理小學

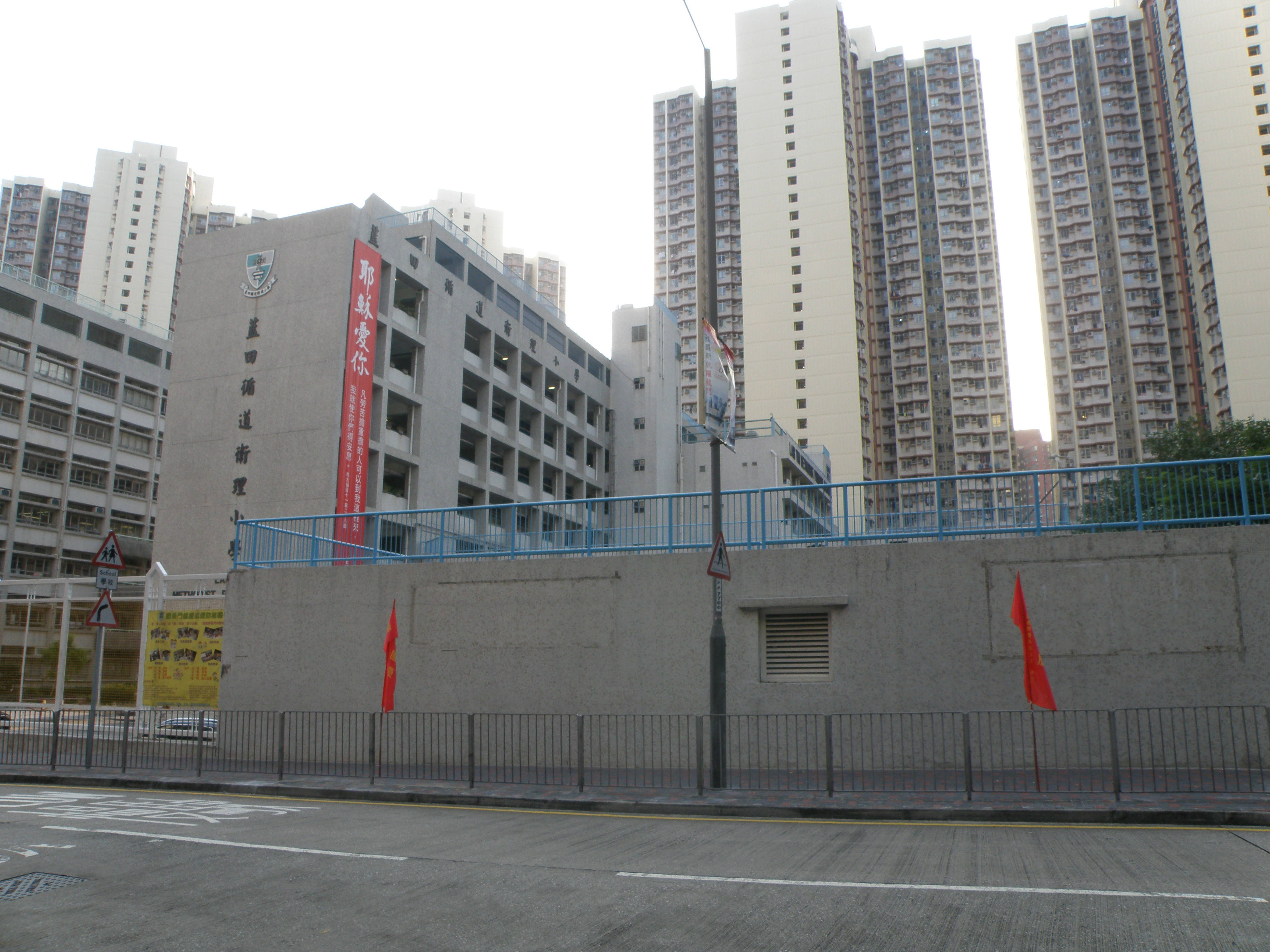
藍田循道衛理小學東北面

藍田循道衛理小學（英語：Lam Tin Methodist Primary School）位於九龍藍田平田邨安田街，屬於校網48號。前身是藍田循道小學，位於藍田邨，因為藍田邨清拆而搬地址。舊校創立於1968年以上下午校模式辦學，新校將其統一為全日制學校。新校創立於1996年，現任校長為梁麗琪女士。校訓為「勤學求道　效主愛人」。

## 學校歷史
藍田循道衛理小學於1996年9月創立，為香港循道衛理聯合教會所主辦的一所標準三十班全日制小學。學校前身為「藍田循道小學」，為一所鄰近藍田邨第8座的「火柴盒」小學，以半日制模式上學，辦學由1968年至1996年，共28年歷史。
於1995年，因藍田邨第7-10座重建為康逸苑，教育署在本區另撥一所平禧新校舍 ，校董會將之易名「藍田循道衛理小學」。隨後，校方於1996年5月接收新校，同年8月20日完成遷校行動，原有未畢業學生均可繼續在新校舍就讀。2003年9月增設一座樓高七層之校舍新翼。

## 辦學宗旨
校方本基督精神，發展全人教育，藉宣講福音，培育豐盛生命。

## 歷任校監
- 簡祺輝 牧師[3]
- 袁天佑 牧師[4]
- 黃惠嫦 牧師

## 歷任校長

### 上午校
- 黃兆勳 先生[5]
- 李松光 先生（1989-1991年間兼任官塘循道學校舊址校長）[6]

### 下午校
- 梁溢標 先生[5]
- 朱姵生 女士（1989-1991年間兼任官塘循道學校舊址校長）[6]

### 全日制
- 陳翠珍 女士（1996－2014）[4]
- 梁麗琪 女士（2014－）

## 著名/傑出校友
藍田循道小學
- 李璨琛：香港電影演員（1987年上午校小六畢業）
- 吳少芳（Jodi）：已故香港女子組合Face To Face成員
- 葉建源：前立法會教育界功能組別議員、前教協副會長（小四肄業，後轉至同邨的聖愛德華學校）

藍田循道衛理小學
- 胡鴻鈞：香港著名男藝人、歌手
- 麥筠瑋：前浸會大學學生會外務副幹事長